# Campanula spicata
Campanula spicata är en klockväxtart som beskrevs av Carl von Linné. Campanula spicata ingår i släktet blåklockor, och familjen klockväxter. Inga underarter finns listade i Catalogue of Life.

## Bildgalleri

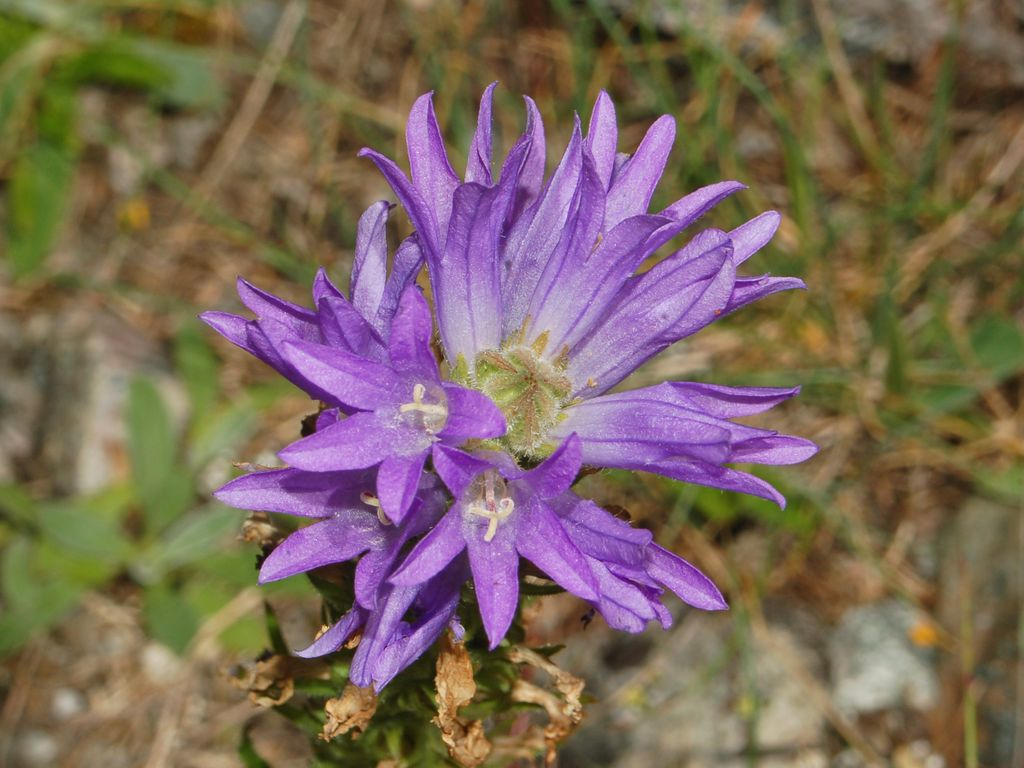
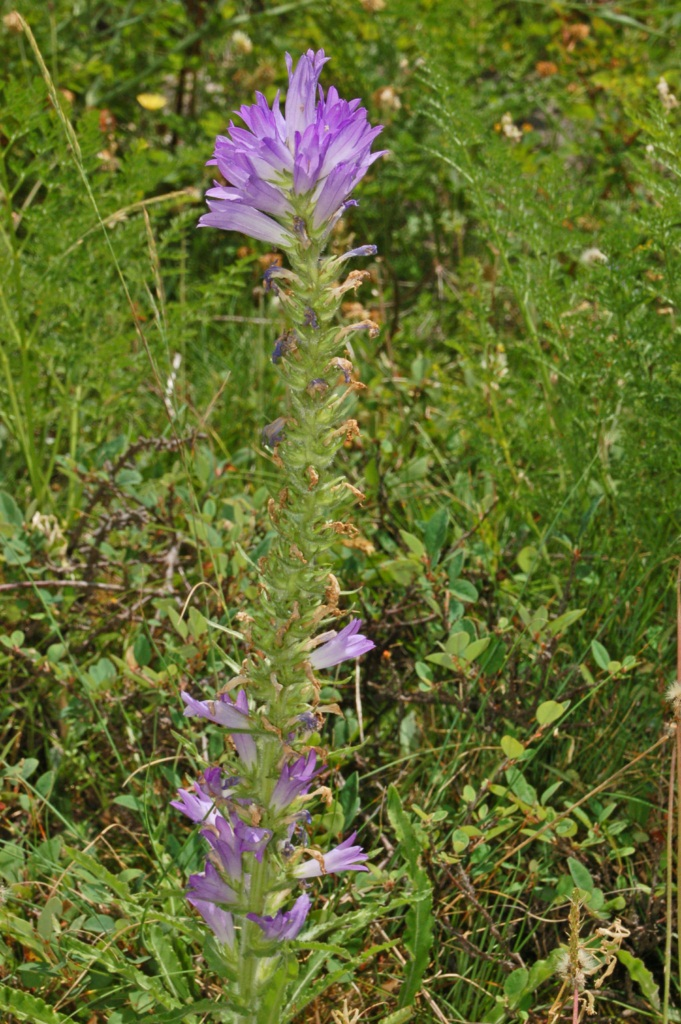
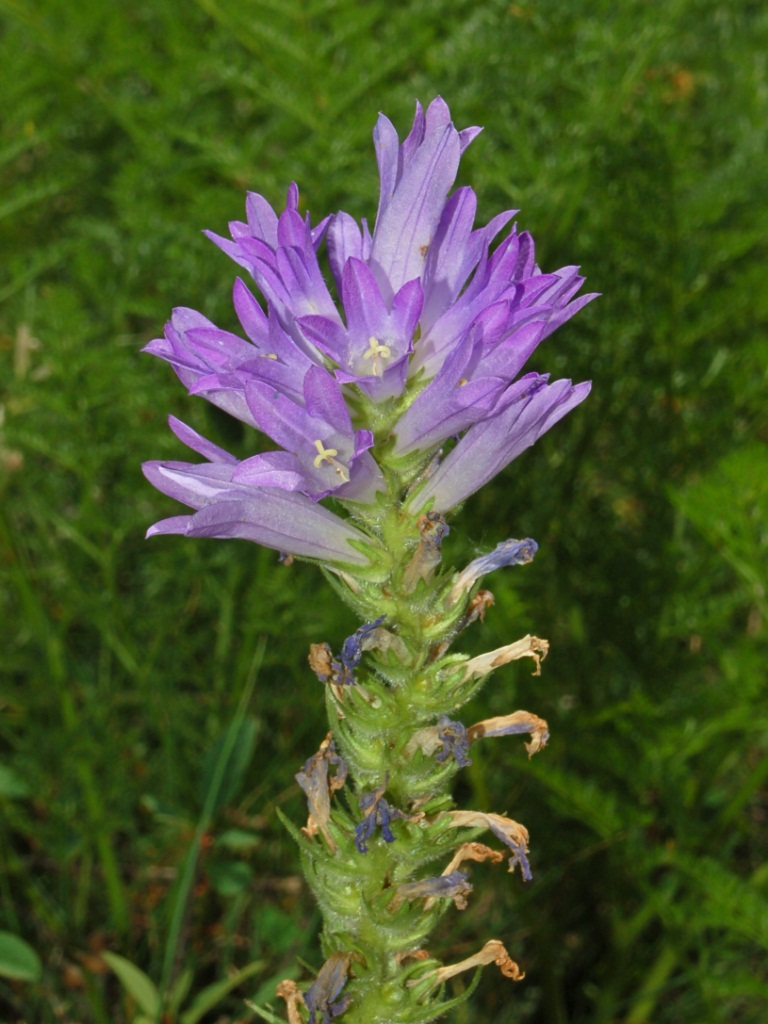
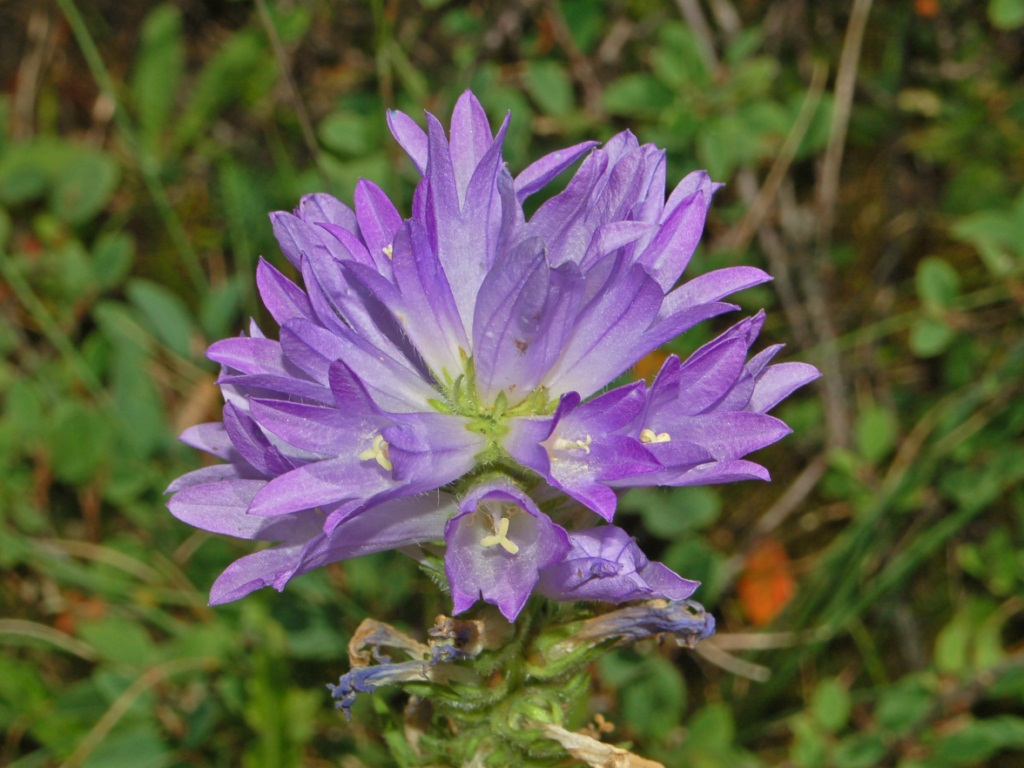